# Магрибська кухня

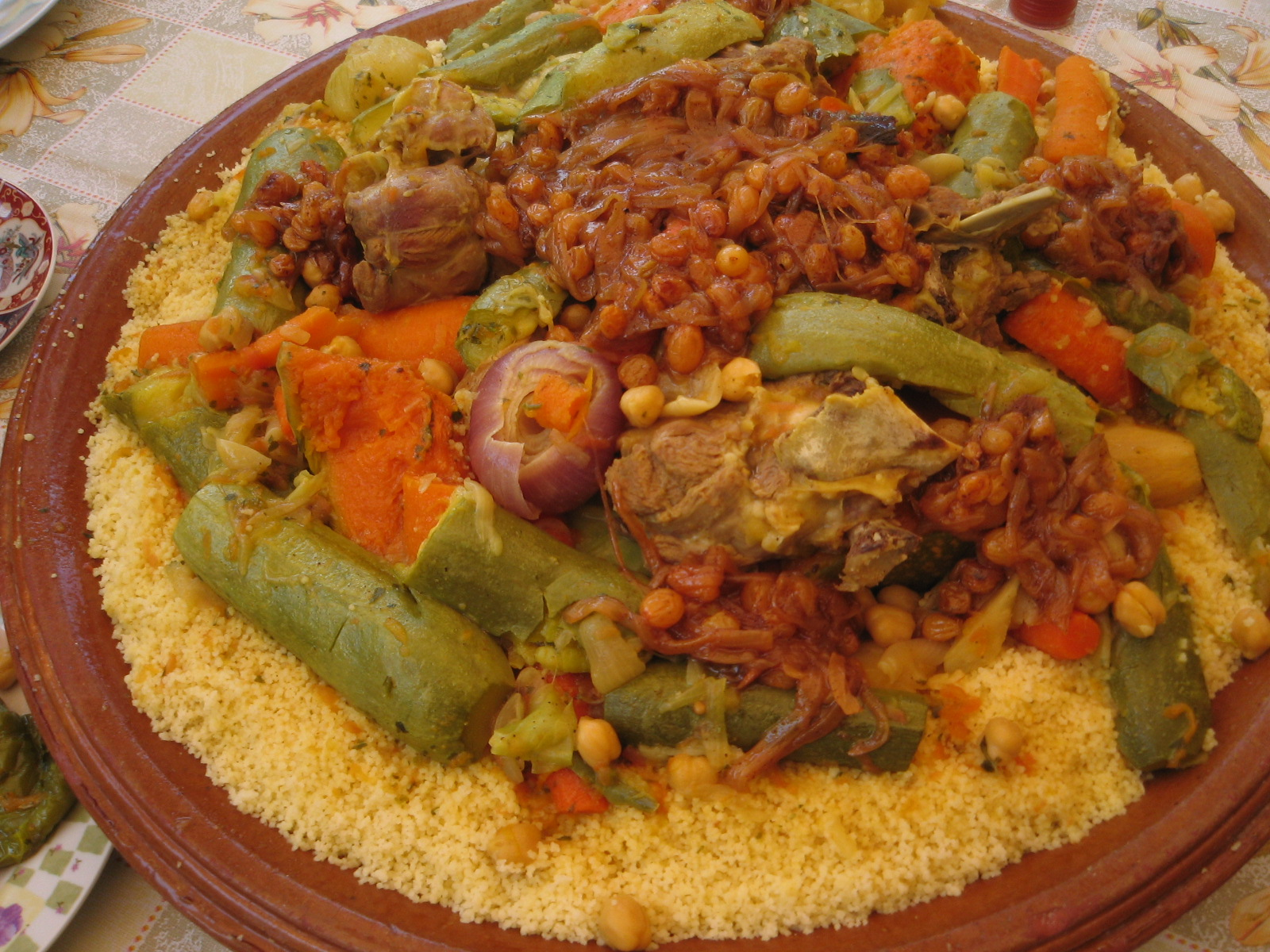
Кускус, який тут подають з овочами, є однією з найхарактерніших страв Магрибу

Кухня Магрибу — це кухня регіону Магриб, крайньої північно-західної частини Африки вздовж Середземного моря, що складається з країн Алжиру, Лівії, Мавританії, Марокко та Тунісу. Регіон має високу географічну, політичну, соціальну, економічну та культурну різноманітність, що впливає на його кухню та кулінарний стиль.
Добре відомі страви з регіону включають кускус, бастіла, таджин й шакшука.

## Витоки

Магриб

Кухня Магрибу, західного регіону Північної Африки, що включає чотири країни: Алжир, Марокко, Туніс і Лівію, а також західноафриканську країну Мавританію, за походженням є берберською. Кухні Алжиру, Тунісу та Лівії також зазнали впливу французької та італійської кухні відповідно.

## Кухня
У магрибській кухні найпоширенішими основними продуктами є пшениця (для хліба хобз і кускус), риба, морепродукти, козлятина, баранина, яловичина, фініки, мигдаль, оливки та різні овочі та фрукти.
Оскільки регіон переважно мусульманський, зазвичай їдять халяльне м'ясо. Більшість страв приправлені спеціями.
Вживання бобових, горіхів, фруктів і спецій є дуже помітним. Квашені лимони (l'hamd mrakad) і так звані «витримані в олії» оливки є відмінними елементами кухні.
Найвідомішою магрибською стравою за кордоном є кускус, виготовлений із пшеничної манної крупи. Таджин, посудина для приготування їжі, виготовлена з глини берберського походження, також є спільним знаменником у цьому регіоні, хоча страви та способи приготування сильно відрізняються. Наприклад, таджин у Тунісі — це запечена страва, схожа на кіш, тоді як у Марокко — це рагу, що готується повільно. Пастилла також є важливою андалузькою стравою регіону.

### Спеції
Спеції, які можна знайти в кухні цього регіону: імбир, духмяний перець, кмин, шафран, паприка, гвоздика, кмин, коріандр, кайенський перець і куркума. Свіжа перцева м'ята, петрушка або коріандр також дуже поширені. Часто використовуються такі суміші спецій, як рас-ель-ханут, бахарат, і пасти з чилі, як-от харісса (особливо в Тунісі).

### Галерея

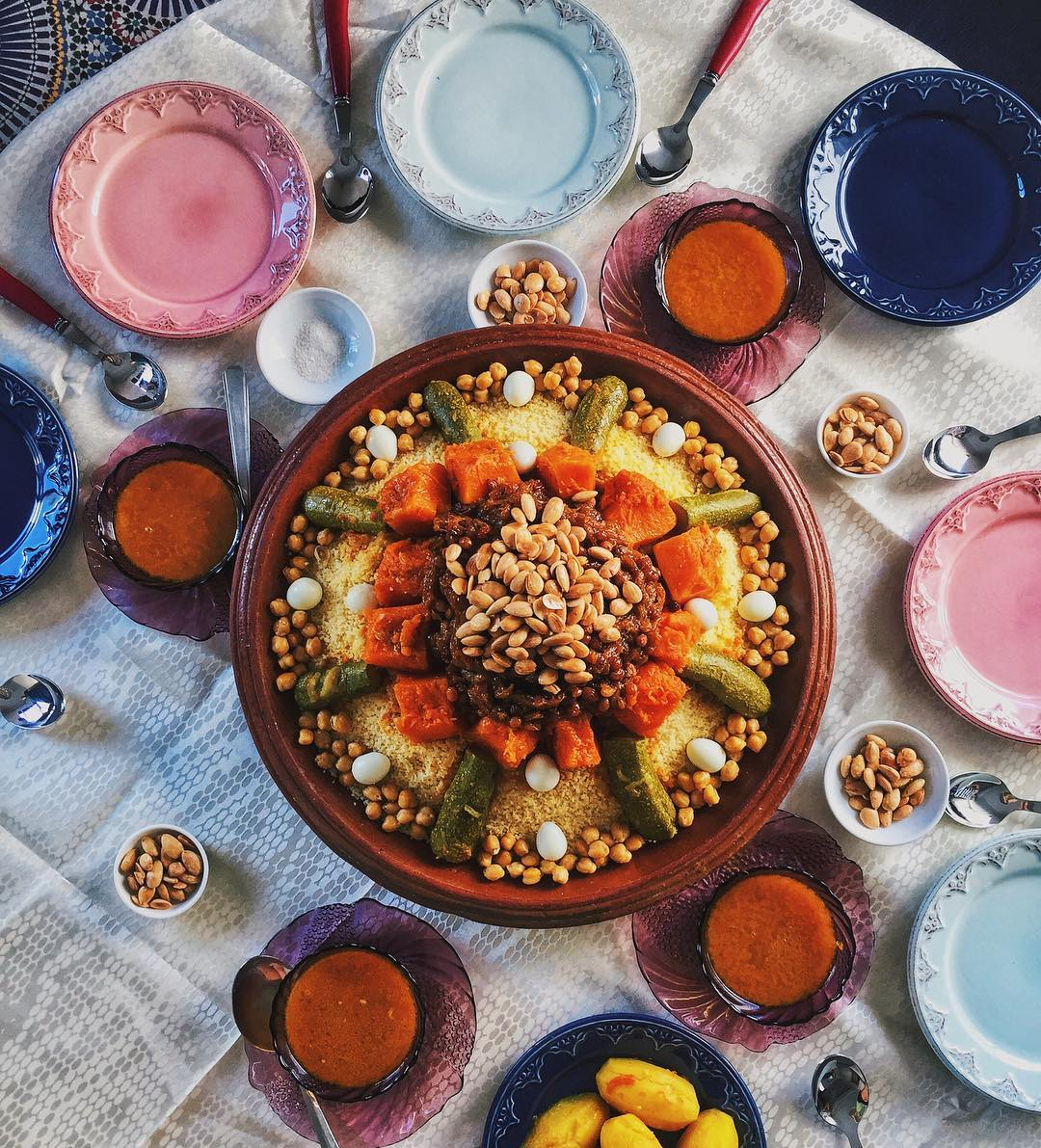
Кускус з овочами, приправлений тфайя та підсмаженим мигдалем
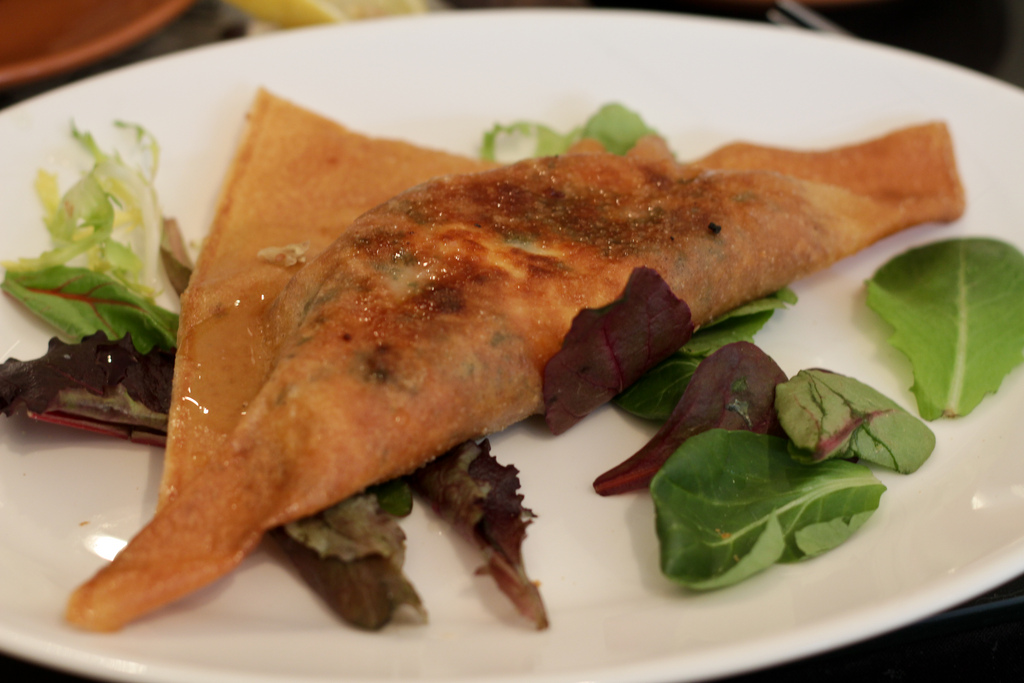
Брик з яйцем, тунцем, цибулею та петрушкою
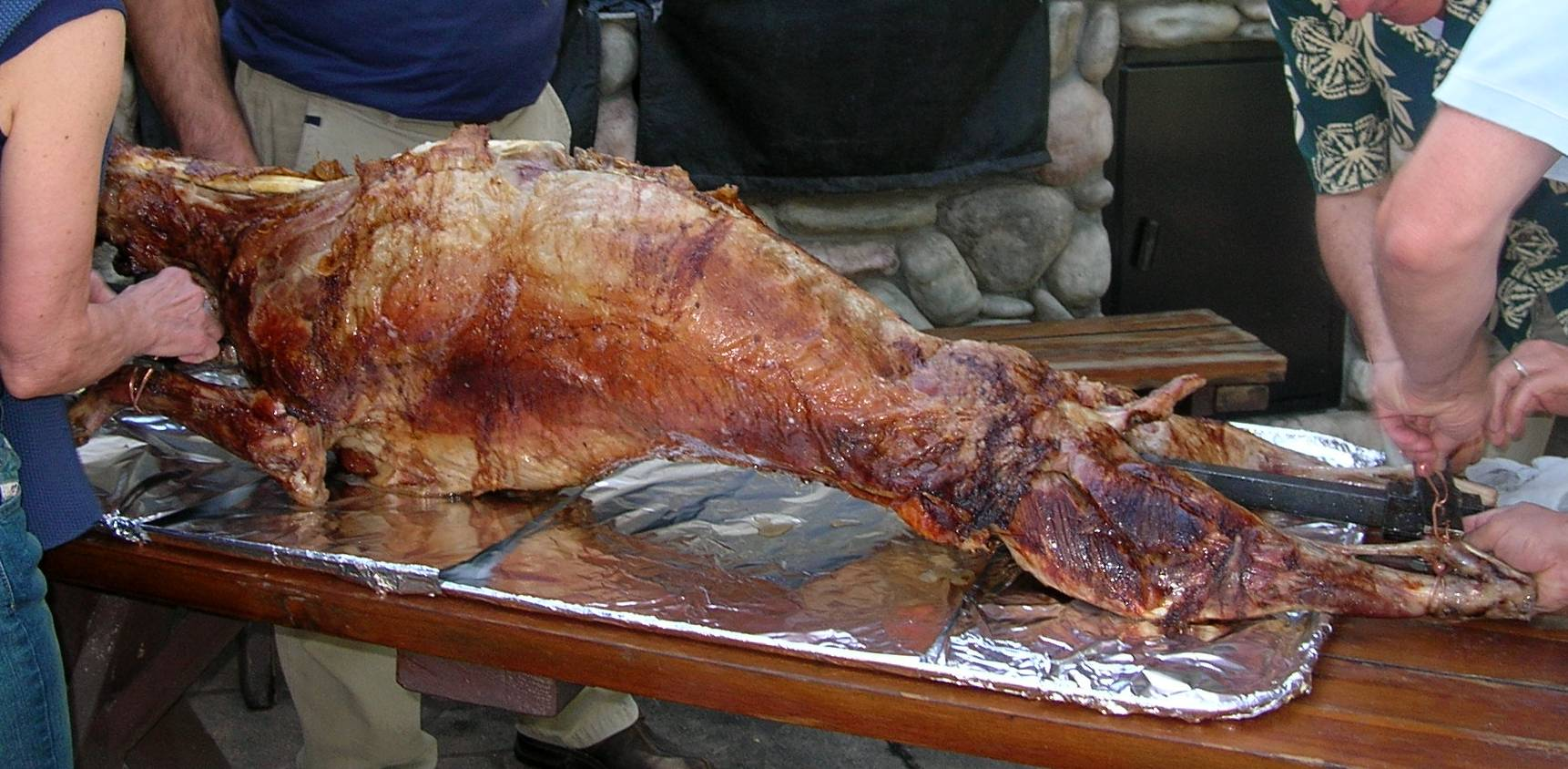
Мешуї, ціла вівця, смажена на вертелі
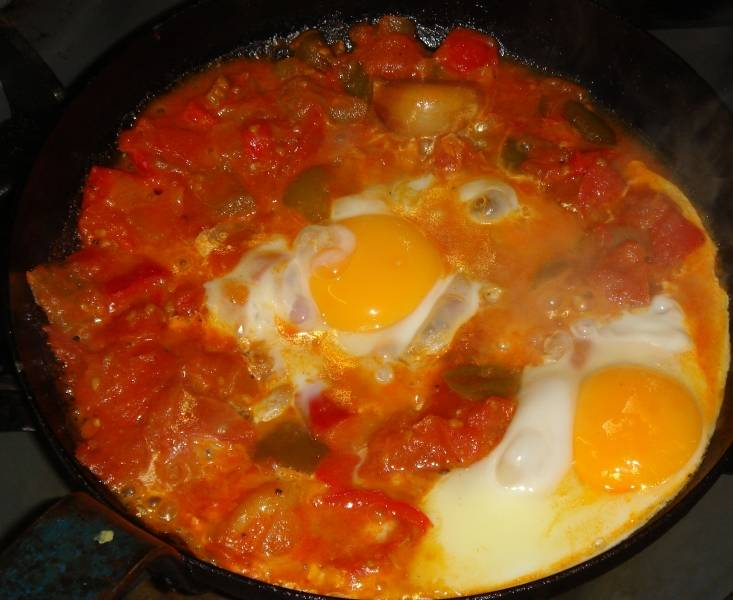
Шакшука з яйцем
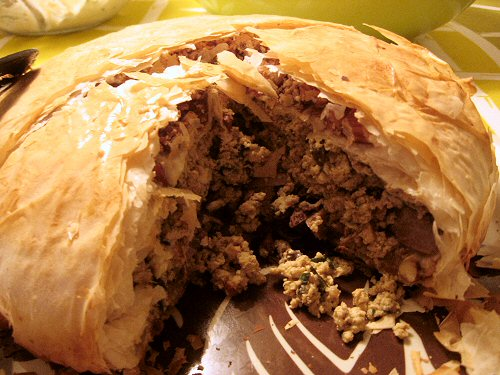
Пастилла з м'ясом
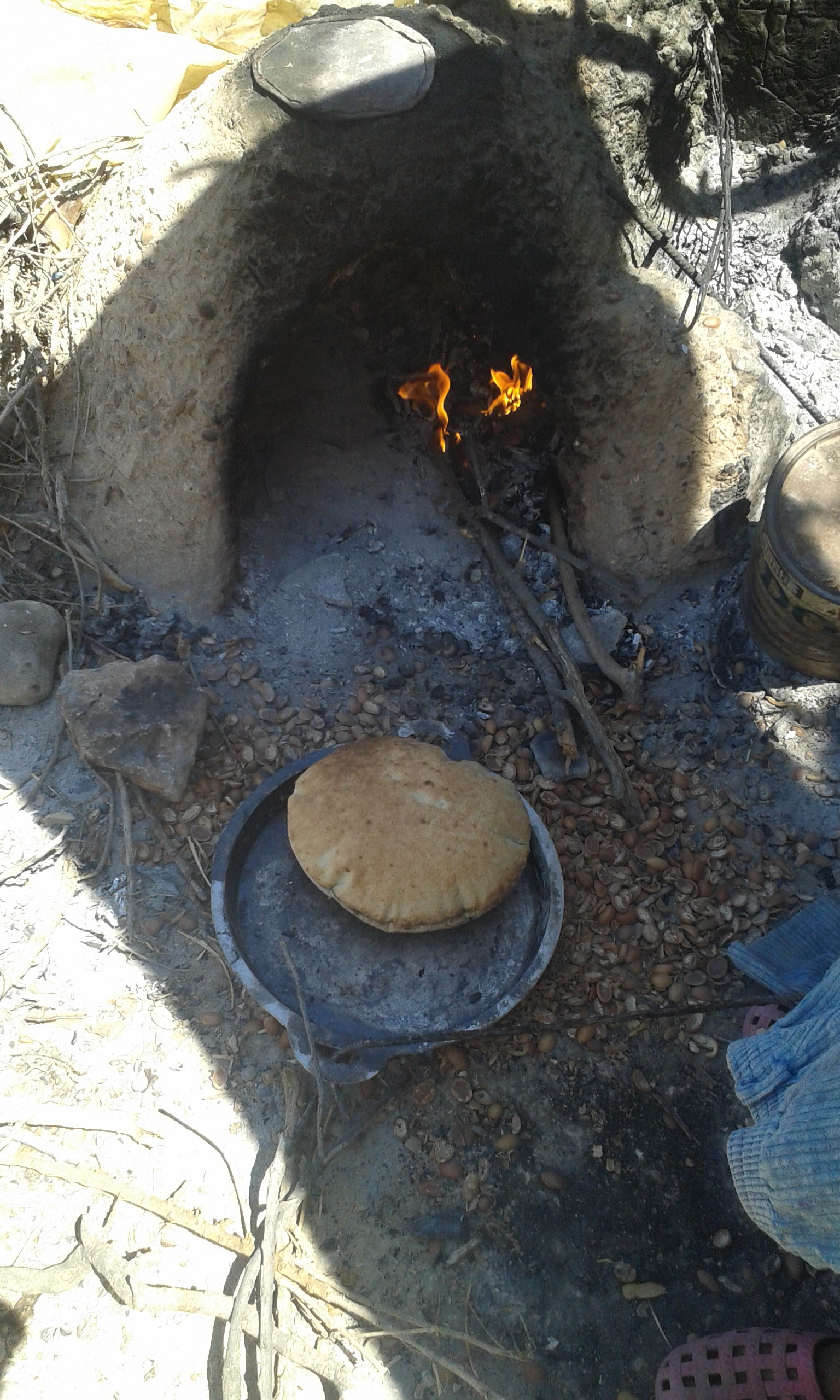
Хліб, випечений традиційним способом
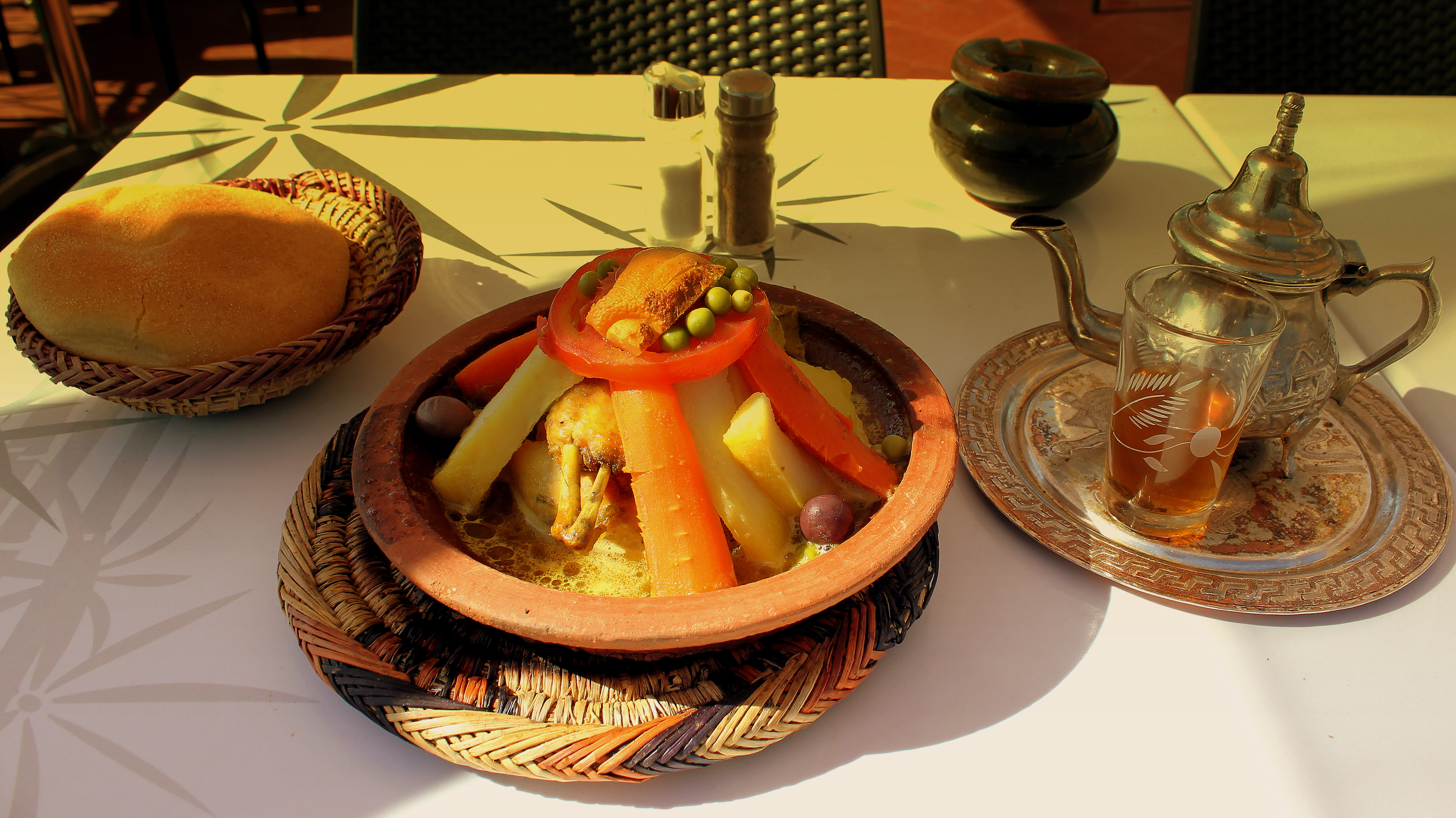
Марокканський таджин з хлібом і м'ятним чаєм
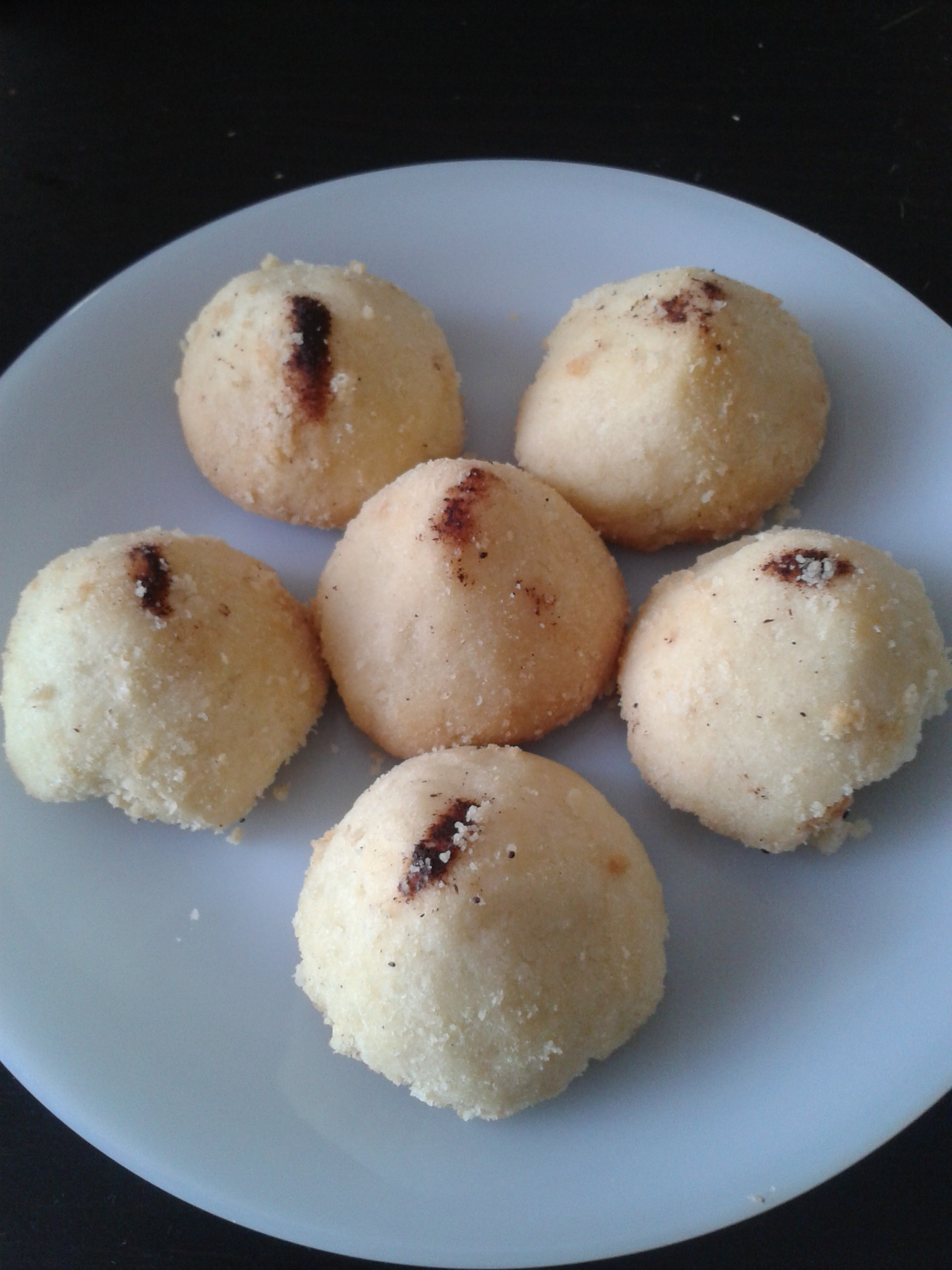
Горіба